# Culicoides
Culicoides is een geslacht van stekende muggen behorend tot de familie Ceratopogonidae (knutten). Culicoides-soorten worden ook wel kriebelmuggen genoemd, hoewel hiermee ook vaak de familie Simuliidae wordt bedoeld. 
In Nederland en België komen meer dan honderd soorten voor. In heel Europa leven meer dan zevenhonderd soorten. De muggen komen voor van mei tot augustus. Er zijn Culicoides-soorten die als vector dienen bij de verspreiding van ziekten. Het gaat onder andere om blauwtong en Afrikaanse paardenpest.
Knutten zijn in de regel kleiner dan steekmuggen en komen soms zeer massaal voor. Ze leven in wat vochtiger gebieden; de larven leven soms in het water zoals de meeste muggen maar die van een aantal soorten leven in met water verzadigd veen of zelfs op het land onder boomschors. De larven van soorten die op het land leven zien er meer worm-achtig uit.
Sommige paarden en paardachtigen (bijvoorbeeld ezels) zijn allergisch voor de beet van deze muggen. Het veroorzaakt bij hen extra veel jeuk, waardoor ze tegen zowat alles gaan aanschuren. Dit heeft kale plekken tot gevolg, voornamelijk op de rug. Vooralsnog is hier geen afdoende behandeling voor. Het enige dat enigszins helpt, is tijdens de zomermaanden (wanneer de muggen actief zijn) de rug van het paard dagelijks met olie in te smeren om de mug af te weren.

## Soorten
Incomplete lijst:
- C. abchazicus Dzhafarov, 1964
- C. achrayi Kettle & Lawson, 1955
- C. alachua Jamnback and Wirth, 1963
- C. alaskensis Wirth, 1951
- C. alatavicus Gutsevich & Smatov, in Smatov & Isimbekov, 1971
- C. alazanicus Dzhafarov, 1961
- C. albicans Winnertz, 1852
- C. alexanderi Wirth and Hubert, 1962
- C. almeidae Cambournac, 1970
- C. arboricola Root and Hoffman, 1937
- C. arizonensis Wirth and Hubert, 1960
- C. arubae Fox and Hoffman, 1944
- C. atchleyi Wirth and Blanton, 1969
- C. atripennis Shevchenko, 1972
- C. azerbajdzhanicus Dzhafarov, 1962
- C. barbosai wirth and Blanton, 1956
- C. baueri Hoffman, 1925
- C. beckae Wirth and Blanton, 1967
- C. begueti Clastrier, 1957
- C. belgicus Kieffer, 1919
- C. bergi Cochrane, 1973
- C. bermudensis Williams, 1956
- C. bickleyi Wirth and Hubert, 1962
- C. biguttatus (Coquillett, 1901)
- C. blantoni Vargas and Wirth, 1955
- C. bottimeri Wirth, 1955
- C. boydi Wirth and Mullens, 1992
- C. brevitarsis
- C. brookmani Wirth, 1952
- C. brunnicans Edwards, 1939
- C. butleri Wirth and Hubert, 1960
- C. byersi Atchley, 1967
- C. cacticola Wirth and Hubert, 1960
- C. calexicanus Wirth and Rowley, 1971
- C. californiensis Wirth and Blanton, 1967
- C. caliginosus Goetghebuer, 1952
- C. cameroni Campbell & Pelham-Clinton, 1960
- C. canadensis Wirth and Blanton, 1969
- C. cataneii Clastrier, 1957
- C. caucoliberensis Callot, Kremer, Rioux & Descous, 1967
- C. cavaticus Wirth and Jones, 1956
- C. circumscriptus Kieffer, 1918
- C. clastrieri Callot, Kremer & Deduit, 1962
- C. clintoni Boorman, 1984
- C. cockerellii (Coquillett, 1901)
- C. cochisensis Wirth and Blanton, 1967
- C. comosioculatus Tokunaga, 1956
- C. copiosus Root and Hoffman, 1937
- C. corsicus Kremer, Leberre & Beaucournu-Saguez, 1971
- C. crepuscularis Malloch, 1915
- C. chiopterus (Meigen, 1830)
- C. daedalus Macfie, 1948
- C. davisi Wirth and Rowley, 1971
- C. debilipalpis Lutz, 1913
- C. defoliarti Atchley and Wirth, 1979
- C. deltus Edwards, 1939
- C. denisoni Boorman, 1988
- C. denningi Foote and Pratt, 1954
- C. denticulatus Wirth and Hubert, 1962
- C. derisor Callot & Kremer, 1965
- C. desertorum Gutsevich, 1959
- C. dewulfi Goetghebuer, 1936
- C. dickei Jones, 1956
- C. dispersus Gutsevich & Smatov, 1966
- C. doeringae Atchley, 1967
- C. downesi Wirth and Hubert, 1962
- C. duddingstoni Kettle & Lawson, 1955
- C. dzhafarovi Remm, 1967
- C. eadsi Wirth and Blanton, 1971
- C. edeni Wirth and Blanton, 1974
- C. erikae Atchley and Wirth, 1979
- C. fagineus Edwards, 1939
- C. fascipennis (Staeger, 1839)
- C. festivipennis Kieffer, 1914
- C. flavipulicaris Dhafarov, 1964
- C. floridensis Beck, 1951
- C. flukei Jones, 1956
- C. footei Wirth and Jones, 1956
- C. franclemonti Cochrane, 1974
- C. freeborni Wirth and Blanton, 1969
- C. frohnei Wirth and Blanton, 1969
- C. furcillatus Callot, Kremer & Paradis, 1962
- C. furens (Poey, 1851)
- C. furensoides Williams, 1955
- C. fuscus Goetghebuer, 1952
- C. gejgelensis Dzhafarov, 1964
- C. gigas Root and Hoffman, 1937
- C. gracilipes Vaillant, 1954
- C. gregsoni Wirth and Blanton, 1969
- C. griseidorsum Kieffer, 1918
- C. grisescens Edwards, 1939
- C. guttipennis (Coquillett, 1901)
- C. haematopotus Malloch, 1915
- C. haranti Rioux, Descous & Pech, 1959
- C. hawsi Wirth and Rowley, 1971
- C. heliophilus Edwards, 1921
- C. helveticus Callot, Kremer & Deduit, 1962
- C. heteroclitus Kremer & Callot, 1965
- C. hieroglyphicus Malloch, 1915
- C. hinmani Khalaf, 1952
- C. hirtulus (Coquillett, 1900)
- C. hoguei Wirth and Assis de Moraes, 1979
- C. hollensis (Melander and Brues, 1903)
- C. homochrous Remm, 1968
- C. husseyi Wirth & Blanton, 1971
- C. ibericus Dzhafarov, 1963
- C. imicola Kieffer, 1913
- C. impunctatus Goetghebuer, 1920
- C. insignis Lutz, 1913
- C. inyoensis Wirth and Blanton, 1969
- C. jacksoni Atchley, 1970
- C. jamaicensis Edwards, 1922
- C. jamesi Fox, 1946
- C. jamnbacki Wirth and Hubert, 1962
- C. jonesi Wirth and Hubert, 1960
- C. juddi Cochrane, 1974
- C. jumineri Callot & Kremer, 1969
- C. jurensis Callot, Kremer & Deduit, 1962
- C. kibunensis Tokunaga, 1937
- C. kingi Austen, 1912
- C. knowltoni Beck, 1956
- C. kolymbiensis Boorman, 1988
- C. kubunensis Tokunaga, 1937
- C. kurensis Dzhafarov, 1960
- C. lahontan Wirth and Blanton, 1969
- C. langeroni Kieffer, 1921
- C. leechi Wirth, 1977
- C. lenae Glushchenko & Mirzaeva, 1970
- C. leucostictus Kieffer, 1911
- C. loisae Jamnback, 1965
- C. longicollis Glukhova, 1971
- C. longipennis Khalaf, 1957
- C. lophortygis Atchley and Wirth, 1975

- C. loughnani Edwards, 1922
- C. luglani Jones and Wirth, 1958
- C. luteovenus Root and Hoffman, 1937
- C. malevillei Kremer & Coluzzi, 1971
- C. manchuriensis Tokunaga, 1941
- C. maritimus Kieffer, 1924
- C. melleus (Coquillett, 1901)
- C. minutissimus (Zetterstedt, 1855)
- C. mississippiensis Hoffman, 1926
- C. mohave Wirth, 1952
- C. monoensis Wirth, 1952
- C. montanus Shakirzjanova, 1962
- C. mortivallis Wirth and Blanton, 1971
- C. mulrennani Beck, 1957
- C. multidentatus Atchley and Wirth, 1975
- C. multipunctatus Malloch, 1915
- C. nanellus Wirth and Blanton, 1969
- C. nanus Root and Hoffman, 1937
- C. neofagineus Wirth and Blanton, 1969
- C. neomontanus Wirth, 1976
- C. neopulicaris Wirth, 1955
- C. newsteadi Austen, 1921
- C. niger Root and Hoffman, 1937
- C. novamexicanus Atchley, 1967
- C. nubeculosus (Meigen, 1830)
- C. nuntius Cambournac, 1970
- C. obsoletus (Meigen, 1818)
- C. occidentalis Wirth and Jones, 1957
- C. odiatus Austen, 1921
- C. oklahomensis Khalaf, 1952
- C. oregonensis Wirth and Rowley, 1971
- C. ostroushkoae Glukhova, 1989
- C. ousairani Khalaf, 1952
- C. owyheenis Jones and Wirth, 1978
- C. oxystoma Kieffer, 1910
- C. palmerae James, 1943
- C. pallidicornis Kieffer, 1919
- C. paolae Boorman, 1996
- C. paradisionensis Boorman, 1988
- C. paraensis (Goeldi, 1905)
- C. parapiliferus Wirth and Blanton, 1974
- C. parroti Kieffer, 1922
- C. pecosensis Wirth, 1955
- C. pechumani Cochrane, 1974
- C. photophilus Kieffer, 1919
- C. pictipennis (Staeger, 1839)
- C. picturatus Kremer & Deduit, 1961
- C. pifanoi Ortiz, 1951
- C. piliferus Root and Hoffman, 1937
- C. poperinghensis Goetghebuer, 1953
- C. posoensis Wirth and Blanton, 1969
- C. pseudoheliophilus Callot & Kremer, 1961
- C. pseudopallidus Khalaf, 1961
- C. pseudopiliferus Wirth and Hubert, 1962
- C. pulicaris (Linnaeus, 1758)
- C. punctatus (Meigen, 1804)
- C. puncticollis (Becker, 1903)
- C. pusillus Lutz, 1913
- C. reconditus Campbell & Pelham-Clinton, 1960
- C. reevesi Wirth, 1952
- C. ribeiroi Lemble, Messaddeq, Capela & Kremer, 1990
- C. riebi Delecolle, Mathieu & Baldet, 2005
- C. riethi Kieffer, 1914
- C. riggsi Khalaf, 1957
- C. rochenus Cambournac, 1970
- C. ryckmani Wirth and Hubert, 1960
- C. saevus Kieffer, 1922
- C. sahariensis Kieffer, 1923
- C. sajanicus Mirzaeva, 1971
- C. salihi Khalaf, 1952
- C. salinarius Kieffer, 1914
- C. saltonensis Wirth, 1952
- C. sanguisuga (Coquillett, 1901)
- C. santonicus Callot, Kremer, Rault & Bach, 1966
- C. saundersi Wirth and Blanton, 1969
- C. scanloni Wirth and Hubert, 1962
- C. scoticus Downes & Kettle, 1952
- C. segnis Campbell & Pelham-Clinton, 1960
- C. sejfadinei Dzhafarov, 1958
- C. semimaculatus Clastrier, 1958
- C. sergenti Kieffer, 1921
- C. shaklawensis Khalaf, 1957
- C. sierrensis Wirth and Blanton, 1969
- C. simulator Edwards, 1939
- C. sitiens Wirth and Hubert, 1960
- C. slovacus Orszagh, 1969
- C. snowi Wirth and Jones, 1956
- C. sommermanae Wirth and Blanton, 1969
- C. sonorensis Wirth & Jones
- C. sordidellus (Zetterstedt, 1838)
- C. sphagnumensis Williams, 1955
- C. spinosus Root and Hoffman, 1937
- C. stanicicus Shevchenko, 1970
- C. stellifer (Coquillett, 1901)
- C. stepicolus Remm, 1968
- C. stigma (Meigen, 1818)
- C. stilobezzioides Foote and Pratt, 1954
- C. stonei James, 1943
- C. subfagineus Delecolle & Ortega, 1998
- C. subfasciipennis Kieffer, 1919
- C. sublettei Atchley, 1967
- C. tauricus Gutsevich, 1959
- C. tbilisicus Dzhafarov, 1964
- C. tenuistylus Wirth, 1952
- C. testudinalis Wirth and Hubert, 1962
- C. tissoti Wirth and Blanton, 1966
- C. torreyae Wirth and Blanton, 1971
- C. travisi Vargas, 1949
- C. triangulatus Shevchenko, 1970
- C. tristriatulus Hoffman, 1925
- C. truncorum Edwards, 1939
- C. ukrainensis Shevchenko, 1970
- C. unicolor (Coquillett, 1905)
- C. univittatus Vimmer, 1932
- C. usingeri Wirth, 1952
- C. ustinovi Shevchenko, 1962
- C. utahensis Fox, 1946
- C. utowana Jamnback, 1965
- C. variipennis (Coquillett, 1901)
- C. venustus Hoffman, 1925
- C. vexans (Staeger, 1839)
- C. vidourlensis Callot, Kremer, Molet & Bach, 1968
- C. villosipennis Root and Hoffman, 1937
- C. werneri Wirth and Blanton, 1971
- C. wirthi Foote and Pratt, 1954
- C. wisconsinensis Jones, 1956
- C. yukonensis Hoffman, 1925
- C. zhogolevi Remm, 1968